# Mitterberghütten
Mitterberghütten (bis 1929 Außerfelden) ist eine Ortschaft der Stadt Bischofshofen im österreichischen Land Salzburg.
Das Dorf liegt im Salzachtal südlich von Bischofshofen an der Mühlbachmündung und hat 1417 Einwohner (Stand 31. Oktober 2011).
Von 1885 bis 1931 wurde in Mitterberghütten Kupferbergbau betrieben.